# Catocala seiohbo
Catocala seiohbo là một loài bướm đêm thuộc họ Erebidae. Nó được tìm thấy ở Trung Quốc (Tứ Xuyên, Quảng Tây, Quảng Đông, Hồ Nam)
Sải cánh dài khoảng 67 mm.